# Jorge Ibor y Casamayor
Jorge Ibor y Casamayor (22 de abril de 1755, Zaragoza, España - 15 de noviembre de 1808, ibídem), más conocido como Tío Jorge, fue un personaje destacado que luchó en la defensa de Zaragoza durante el primer sitio de la ciudad en la Guerra de la Independencia Española.

## Biografía
Jorge Ibor y Casamayor nació el 22 de abril de 1755 en el barrio del Arrabal de Zaragoza. En el barrio era conocido con el sobrenombre de "Cuellocorto" debido a su robustez, su cabeza gruesa y su talla mediana. Era una persona de origen humilde y dedicada a la agricultura.
El 23 de mayo de 1808, un día antes del levantamiento de la ciudad contra el ejército francés liderado por Joaquín Murat, y ayudado por sus hijos Pablo y Juan y su amigo Lucas Aced (conocido como "Tío Lucas"), organizó y lideró la partida de labradores y escopeteros del barrio del Arrabal. Fue una persona decisiva, al frente de su compañía y junto a los hermanos Manuel y Mariano Cerezo, el padre Consolación y el botillero Jimeno, en la proclamación de José de Palafox y Melci como máximo responsable de la defensa de la ciudad.
Fue nombrado comandante de la escolta y guardia de honor del general Palafox y participó con éste en los combates de Alagón, Épila y Casablanca. Palafox lo nombró capitán por los méritos cosechados en el campo de batalla y posteriormente volvió a ascenderle al grado de teniente coronel.
Fue víctima de una epidemia de tifus que afectó con mucha intensidad a la ciudad y falleció el 15 de noviembre de 1808. Por deseo expreso de Palafox fue enterrado en el panteón de la ilustre casa de los marqueses de Lazán (antiguo colegio de Trinitarios).

## Homenajes y reconocimientos
Con motivo del centenario de su muerte, la ciudad de Zaragoza le dedicó una placa en la casa en la que nació en el barrio del Arrabal, en la que podía leerse:

Al «Tío Jorge», al insigne ciudadano D. Jorge Ibor y Casamayor, espejo de patriotismo en el alzamiento de Zaragoza, brazo invicto de su primera defensa, dedican esta memoria, con ocasión del primer Centenario de los Sitios, la Patria y la Ciudad, agradecidas.

Cincuenta años más tarde, la ciudad volvió a rendirle un nuevo homenaje y, con posterioridad, el Ayuntamiento le dedicó el Parque del Tío Jorge situado al norte de su barrio natal.